# Holcocera ochrocephala
Holcocera ochrocephala é uma espécie de mariposa do gênero Holcocera pertencente à família Coleophoridae.